# رودخانه خضرآباد
رودخانهٔ خضرآباد یا کال خضرآباد؛ نام یکی از رودهای حوضه آبریز کویر مرکزی است که در استان خراسان رضوی در محدودهٔ شهرستان‌های کوهسرخ و ششتمد جریان می‌یابد. این رودخانه یکی از ریزابه‌های رودخانهٔ سنگرد و سپس کال شور خارتوران است.